# Orphinus orientalis
Orphinus orientalis is een keversoort uit de familie spektorren (Dermestidae). De wetenschappelijke naam van de soort werd in 1851 gepubliceerd door Victor Ivanovitsch Motschulsky.